# Chanteix
Chanteix  (Chantel auf Okzitanisch) ist eine französische Gemeinde mit 615 Einwohnern (Stand 1. Januar 2022) im Département Corrèze in der Region Nouvelle-Aquitaine. Die Gemeinde ist Mitglied des Gemeindeverbandes Tulle Agglo. Die Einwohner nennen sich Chanteixois(es).

## Geografie
Die Gemeinde liegt im Zentralmassiv. Die Präfektur des Départements Tulle befindet sich rund 15 Kilometer südöstlich.
Die Gemeinde wird von einem kleinen Fluss mit Namen Brézou durchflossen, der einige Kilometer später in die Vézère mündet.
Nachbargemeinden von Chanteix sind Lagraulière im Norden, Saint-Clément im Osten, Saint-Mexant im Südosten, Saint-Germain-les-Vergnes im Südwesten sowie Saint-Pardoux-l’Ortigier im Westen.

## Wappen
Beschreibung: In Blau ein gestuftes goldenes Schragenkreuz von silbernen Halbmonden bewinkelt, im rechten goldenen Obereck zwei laufende rote Löwen übereinander.

## Einwohnerentwicklung

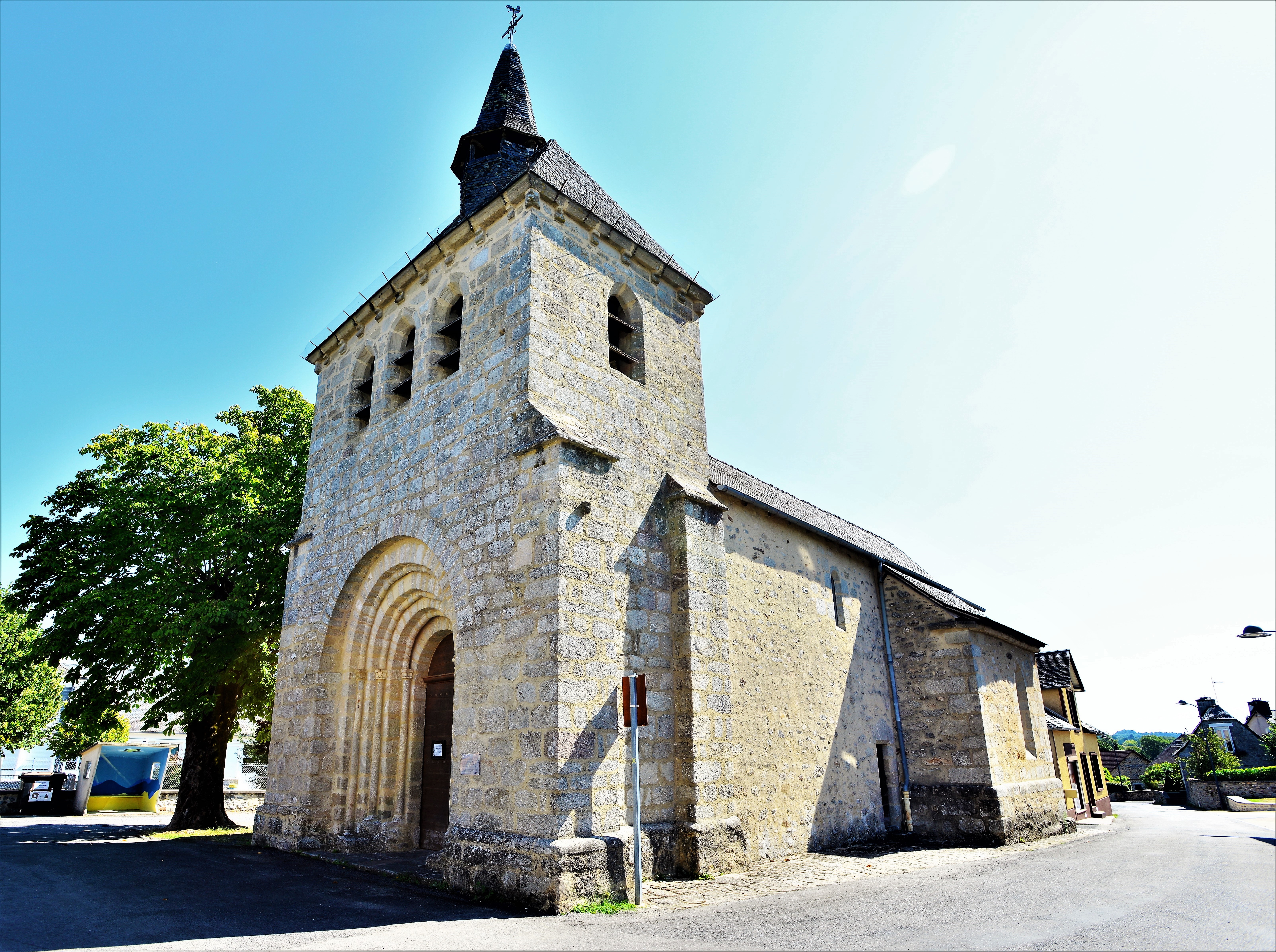
Kirche Saint-Michel

| Jahr      | 1962 | 1968 | 1975 | 1982 | 1990 | 1999 | 2007 | 2016 |
| Einwohner | 574  | 642  | 565  | 520  | 520  | 515  | 559  | 601  |